# 싱안성

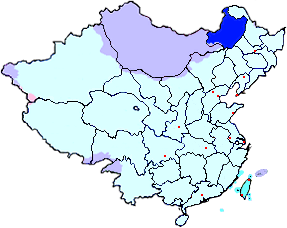
싱안성의 위치

싱안성(한국어: 흥안성, 중국어: 興安省, 병음: Xīng'ān shěng)은 중화민국 국민정부가 중국 대륙을 통치할 때 있었던 성이다. 중국 동북부에 위치해 있었다. 면적은 278,437 km2이고 인구는 1947년 당시 322,173명이었다. 성도는 하이라얼이었다.

## 지리
싱안성은 북쪽은 소련, 서쪽은 몽골 지방, 남쪽은 랴오베이성, 동쪽은 헤이룽장성 및 넌장성에 접하고 있었다.
다싱안링산맥 중부에 위치하고, 동부는 둥베이 평원, 서부는 몽골고원과 연결되고 있다. 성내의 주요 하천으로는 눈강, 아르군강, 케룰렌강이 있고, 호수로는 후룬호, 부이르호 등이 있다.

## 역사
1945년, 일본의 패전과 함께 만주국은 붕괴되었고, 만주국 통치 지역은 중화민국에게 접수되었다. 1946년 6월 5일, 국민 정부는 둥베이 9성의 행정구역을 발표했고 싱안 총성 지구에는 싱안성이 설치되어 1시 7현 11기를 관할했다.
그러나 국공내전으로 이미 중국 공산당군의 지배하에 있던 싱안성의 행정 기구는 대부분이 실시되지 않았고, 실제로는 혁명 근거지로서의 행정 기구가 운영되고 있었다. 중화인민공화국이 성립하면서 1949년에 싱안 성의 폐지가 결정되어 내몽골 자치구에 편입되었다.

## 같이 보기
- 싱안맹